# Alfons Rezler
Alfons Rezler (Rösler, Rözler) (ur. 3 listopada 1907 w Moszczenicy, zm. 12 września 1939) – skrzypek, dyrygent, pedagog, polski działacz kultury, podporucznik piechoty rezerwy Wojska Polskiego poległy w kampanii wrześniowej.

## Życiorys
Urodził się 3 listopada 1907 we wsi Moszczenica w powiecie piotrkowskim. Był synem Edmunda, mistrza tkackiego w Zduńskiej Woli i Huldy z Ehrentrautów (Ohrentrautów) – Niemców, którzy w drugiej połowie XIX w. przybyli na ziemie polskie. Jego starszym bratem był Edmund Rezler, a młodszym – Arnold Rezler.
Wychowywał się w atmosferze rodzinnego muzykowania. Do szkoły powszechnej i gimnazjum uczęszczał w Zduńskiej Woli. Kształcił się w Państwowym Konserwatorium Muzycznym w Poznaniu, które ukończył w 1931 r. We wrześniu tego roku przeprowadził się do Bydgoszczy, równocześnie studiując muzykologię na Uniwersytecie Poznańskim. W 1934 r. uzyskał stopień magistra filozofii na tej uczelni. W czasie studiów wraz z braćmi: Arnoldem, Edmundem oraz Włodzimierą Kunz (przyszłą żoną Arnolda) i Leszkiem Rezlerem (kuzynem) utworzyli kwintet fortepianowy Rezlerów. Zespół ten występował m.in. w poznańskiej rozgłośni radiowej.
Od września 1932 pracował jako nauczyciel w Miejskim Konserwatorium Muzycznym w Bydgoszczy. Oprócz pracy pedagogicznej czynnie zaangażował się w działającym przy konserwatorium Collegium Musicum, a od 1933 kierował także chórem i orkiestrą Konserwatorium Muzycznego. W czasie bezpłatnych wieczorków muzycznych poświęconych muzyce poważnej, zwłaszcza kameralnej, grał na skrzypcach i altówce. W 1938 r. bydgoski Zarząd Miejski przyznał mu stypendium na pogłębienie studiów z zakresu dyrygentury u znanego profesora Hermanna Abendrotha w Lipsku, gdzie latem 1938 r. doskonalił swoje umiejętności. Od 1937 r. udzielał się w sekcji muzycznej Rady Artystyczno-Kulturalnej w Bydgoszczy.
W 1937 r. był współzałożycielem Salonowej Orkiestry Kameralnej, działającej przy bydgoskim Podstudiu Rozgłośni Pomorskiej Polskiego Radia. Orkiestra ta koncertowała w wielu miejscach miasta: w Resursie Kupieckiej, Strzelnicy, Kawiarni Teatralnej i innych lokalach. Na początku 1938 r. stanął na czele zorganizowanej dwa lata wcześniej Miejskiej Orkiestry Symfonicznej. Od października 1938 r. należał do współorganizatorów Bydgoskiego Towarzystwa Muzycznego, pełniąc w nim funkcję członka zarządu i kierownika artystycznego. Czynił wiele dla popularyzowania muzyki poważnej wśród mieszkańców Bydgoszczy. Podczas koncertów popularnych wygłaszał słowo wstępne i krótkie prelekcje na temat wykonywanych utworów. Współpracował także z redakcją „Dziennika Bydgoskiego” i „Przeglądu Bydgoskiego”, zamieszczając w tych pismach artykuły i recenzje muzyczne.
W 1934 r. został dyrygentem bydgoskiego chóru „Arion”, doprowadzając go do wysokiego poziomu artystycznego. W 1937 r. przygotował i wykonał z chórem oratorium „Stworzenie świata” Josepha Haydna wysoko ocenione przez krytykę, a w maju 1939 r. zdobył I miejsce na ogólnopolskim zjeździe chórów w Bydgoszczy.
Na stopień podporucznika został mianowany ze starszeństwem z 1 stycznia 1933 i 3945. lokatą w korpusie oficerów rezerwy piechoty. W 1934 posiadał przydział w rezerwie do 64 pułku piechoty w Grudziądzu.
Po wybuchu II wojny światowej został zmobilizowany jako podporucznik rezerwy. W trakcie kampanii wrześniowej był dowódcą plutonu 61 pułku piechoty w składzie 15 Dywizji Piechoty. Zginął 12 września 1939 r. w walce pod Łowiczem, w bitwie nad Bzurą. Został pochowany na cmentarzu w Laskach.
W 1947 r. nadano mu pośmiertnie godność honorowego dyrygenta bydgoskiego chóru „Arion”.